# 吴登云
吴登云（1939年—），男，江苏高邮人，中国医生，乌恰县人民医院原院长，白求恩奖章获得者，100位新中国成立以来感动中国人物，“最美奋斗者”荣誉称号获得者。